# Luis Llosa
Luis Llosa (celým jménem Luis Llosa Urquidi; * 1951, Lima) je peruánský filmový režisér a producent. Mezi jeho nejznámější filmy patří Odstřelovač (1993), Specialista (1994) a Anakonda (1997).
Je bratrancem známého peruánského spisovatele Maria Vargase Llosy, držitele Nobelovy ceny za literaturu za rok 2010.

## Režie
- 1987: Hodina atentátu
- 1989: Crime Zone
- 1993: Odstřelovač
- 1993: Eight Hundred Leagues Down the Amazon
- 1993: Amazonka v plamenech
- 1994: Specialista
- 1997: Anakonda
- 2005: The Feast of the Goat